# Campeonato Europeo de Piragüismo en Aguas Tranquilas de 2021
El XXII Campeonato Europeo de Piragüismo en Aguas Tranquilas se celebró en Poznań (Polonia) entre el 3 y el 6 de junio de 2021 bajo la organización de la Asociación Europea de Piragüismo (ECA) y la Federación Polaca de Piragüismo.
Originalmente, el campeonata iba a realizarse en la ciudad alemana de Duisburgo, pero esta ciudad declinó la realización del evento.
Las competiciones se realizaron en el canal de piragüismo del lago Malta.

## Medallistas

### Masculino
| Evento            | Oro                                                                                          | Plata                                                                         | Bronce                                                                                 |
| ----------------- | -------------------------------------------------------------------------------------------- | ----------------------------------------------------------------------------- | -------------------------------------------------------------------------------------- |
| K1 200 m (06.05)  | Sándor Tótka · Hungría · 35,385 s                                                            | Liam Heath Reino Unido 35,407 s                                               | Petter Menning · Suecia · 35,537 s                                                     |
| K2 200 m (05.05)  | Manfredi Rizza · Andrea Di Liberto · Italia · 33,095                                         | Artūras Seja · Ignas Navakauskas · Lituania · 33,355                          | Yuri Postrigai · Alexandr Diachenko · Rusia · 33,653                                   |
| K1 500 m (04.05)  | Bálint Kopasz · Hungría · 1:40,831                                                           | João Ribeiro Portugal 1:42,138                                                | Jakub Zavřel · República Checa · 1:42,391                                              |
| K2 500 m (06.05)  | Uladzislau Litvinau · Dzmitry Natynchyk · Bielorrusia · 1:30,334                             | Dmytro Danylenko · Oleh Kujaryk · Ucrania · 1:31,101                          | Max Hoff · Jacob Schopf · Alemania · 1:31,215                                          |
| K4 500 m (05.05)  | Max Rendschmidt · Tom Liebscher · Ronald Rauhe · Max Lemke · Alemania · 1:23,960             | Samuel Baláž · Csaba Zalka · Denis Myšák · Adam Botek · Eslovaquia · 1:25,395 | Oleg Gusev · Alexandr Sergueyev · Maxim Spesivtsev · Vitali Yershov · Rusia · 1:25,425 |
| K1 1000 m (05.05) | Bálint Kopasz · Hungría · 3:41,232                                                           | Fernando Pimenta Portugal 3:42,667                                            | Artuur Peters · Bélgica · 3:44,367                                                     |
| K2 1000 m (06.05) | Max Hoff · Jacob Schopf · Alemania · 3:19,973                                                | Samuel Baláž · Adam Botek · Eslovaquia · 3:21,747                             | Ričardas Nekriošius · Andrejus Olijnikas · Lituania · 3:22,343                         |
| K4 1000 m (04.05) | Pavel Miadzvedzeu · Ilia Fedarenka · Kiryl Nikitsin · Vitali Bialko · Bielorrusia · 3:02,023 | Bálint Noé · Tamás Kulifai · Péter Gál · Bence Dombvári · Hungría · 3:02,696  | Oleg Gusev · Oleg Siniavin · Maxim Spesivtsev · Vitali Yershov · Rusia · 3:03,850      |
| K1 5000 m (06.05) | Bálint Noé · Hungría · 20:44,405                                                             | Aleh Yurenia · Bielorrusia · 20:44,937                                        | Fernando Pimenta Portugal 20:45,277                                                    |
| C1 200 m (05.05)  | Joan Moreno · España · 40,770                                                                | Artsiom Kozyr · Bielorrusia · 40,798                                          | Henrikas Žustautas · Lituania · 40,960                                                 |
| C2 200 m (06.05)  | Alberto Pedrero Lozoya · Pablo Graña Alonso · España · 36,900                                | Arsen Śliwiński · Michał Łubniewski · Polonia · 37,006                        | Henrikas Žustautas · Vadim Korobov · Lituania · 37,300                                 |
| C1 500 m (06.05)  | Martin Fuksa · República Checa · 1:49,259                                                    | Serghei Tarnovschi Moldavia 1:50,312                                          | Conrad Scheibner · Alemania · 1:50,399                                                 |
| C2 500 m (04.05)  | Viktor Melantiev · Vladislav Chebotar · Rusia · 1:44,915                                     | Sebastian Brendel · Tim Hecker · Alemania · 1:44,989                          | Vitali Verheles · Andri Rybachok · Ucrania · 1:45,215                                  |
| C1 1000 m (05.05) | Martin Fuksa · República Checa · 4:06,417                                                    | Conrad Scheibner · Alemania · 4:07,842                                        | Kiril Shamshurin · Rusia · 4:08,367                                                    |
| C2 1000 m (06.05) | Sebastian Brendel · Tim Hecker · Alemania · 3:42,555                                         | Kiril Shamshurin · Ilia Pervujin · Rusia · 3:44,811                           | Cătălin Chirilă · Victor Mihalachi · Rumania · 3:45,255                                |
| C1 5000 m (06.05) | Sebastian Brendel · Alemania · 23:22,446                                                     | Nicholas Fodor · Hungría · 23:28,575                                          | Carlo Tacchini · Italia · 23:44,889                                                    |

### Femenino
| Evento            | Oro                                                                         | Plata                                                                                               | Bronce                                                                      |
| ----------------- | --------------------------------------------------------------------------- | --------------------------------------------------------------------------------------------------- | --------------------------------------------------------------------------- |
| K1 200 m (05.05)  | Emma Jørgensen Dinamarca 41,746 s                                           | Dóra Lucz · Hungría · 42,336 s                                                                      | Marta Walczykiewicz · Polonia · 42,526 s                                    |
| K2 200 m (06.05)  | Špela Janić Anja Osterman Eslovenia 36,772                                  | Dominika Putto · Katarzyna Kołodziejczyk · Polonia · 37,157                                         | Anna Lucz · Blanka Kiss · Hungría · 37,190                                  |
| K1 500 m (06.05)  | Emma Jørgensen Dinamarca 1:53,402                                           | Danuta Kozák · Hungría · 1:53,962                                                                   | Mariya Povj · Ucrania · 1:55,119                                            |
| K2 500 m (05.05)  | Danuta Kozák · Dóra Bodonyi · Hungría · 1:44,175                            | Karolina Naja · Anna Puławska · Polonia · 1:45,420                                                  | Volha Judzenka · Maryna Litvinchuk · Bielorrusia · 1:45,450                 |
| K4 500 m (06.05)  | Dóra Lucz · Tamara Csipes · Anna Kárász · Dóra Bodonyi · Hungría · 1:34,114 | Marharyta Majneva · Volha Judzenka · Nadzeya Liapeshka · Maryna Litvinchuk · Bielorrusia · 1:34,262 | Emma Jørgensen Sara Milthers Julie Funch Bolette Iversen Dinamarca 1:35,500 |
| K1 1000 m (05.05) | Alida Gazsó · Hungría · 4:15,944                                            | Anamaria Govorčinović · Croacia · 4:18,568                                                          | Mariana Petrušová · Eslovaquia · 4:19,895                                   |
| K2 1000 m (04.05) | Tamara Csipes · Erika Medveczky · Hungría · 3:40,532                        | Laia Pèlachs · Begoña Lazkano · España · 3:45,961                                                   | Martyna Klatt · Sandra Ostrowska · Polonia · 3:49,285                       |
| K1 5000 m (06.05) | Dóra Bodonyi · Hungría · 23:09,331                                          | Yelena Mironchenko · Rusia · 23:10,431                                                              | Sabrina Pradler · Alemania · 23:15,338                                      |
| C1 200 m (06.05)  | Dorota Borowska · Polonia · 46,888                                          | Liudmyla Luzan · Ucrania · 47,595                                                                   | Olesia Romasenko · Rusia · 47,668                                           |
| C2 200 m (06.05)  | Irina Andreyeva · Olesia Romasenko · Rusia · 43,824                         | Virág Balla · Kincső Takács · Hungría · 45,001                                                      | Liudmyla Luzan · Anastasiya Chetverikova · Ucrania · 45,204                 |
| C1 500 m (04.05)  | Liudmyla Luzan · Ucrania · 2:07,235                                         | Virág Balla · Hungría · 2:13,332                                                                    | Alena Nazdrova · Bielorrusia · 2:13,345                                     |
| C2 500 m (05.05)  | Liudmyla Luzan · Anastasiya Chetverikova · Ucrania · 2:06,252               | Lisa Jahn · Sophie Koch · Alemania · 2:07,795                                                       | Virág Balla · Kincső Takács · Hungría · 2:09,295                            |
| C1 5000 m (06.05) | Volha Klimava · Bielorrusia · 26:25,017                                     | Dóra Horányi · Hungría · 26:42,626                                                                  | Liudmyla Babak · Ucrania · 27:02,534                                        |

## Medallero
| Núm. | País            | Oro | Plata | Bronce | Total |
| ---- | --------------- | --- | ----- | ------ | ----- |
| 1    | Hungría         | 9   | 7     | 2      | 18    |
| 2    | Alemania        | 4   | 3     | 3      | 10    |
| 3    | Bielorrusia     | 3   | 3     | 2      | 8     |
| 4    | Rusia           | 2   | 2     | 5      | 9     |
| 5    | Ucrania         | 2   | 2     | 4      | 8     |
| 6    | España          | 2   | 1     | 0      | 3     |
| 7    | Dinamarca       | 2   | 0     | 1      | 3     |
| 7    | República Checa | 2   | 0     | 1      | 3     |
| 9    | Polonia         | 1   | 3     | 2      | 6     |
| 10   | Italia          | 1   | 0     | 1      | 2     |
| 11   | Eslovenia       | 1   | 0     | 0      | 1     |
| 12   | Eslovaquia      | 0   | 2     | 1      | 3     |
| 12   | Portugal        | 0   | 2     | 1      | 3     |
| 14   | Lituania        | 0   | 1     | 3      | 4     |
| 15   | Croacia         | 0   | 1     | 0      | 1     |
| 15   | Moldavia        | 0   | 1     | 0      | 1     |
| 15   | Reino Unido     | 0   | 1     | 0      | 1     |
| 18   | Bélgica         | 0   | 0     | 1      | 1     |
| 18   | Rumania         | 0   | 0     | 1      | 1     |
| 18   | Suecia          | 0   | 0     | 1      | 1     |
|      | TOTAL           | 29  | 29    | 29     | 87    |